# Василівська вирва
Васи́лівська ви́рва — іхтіологічний заказник місцевого значення в Україні. Розташований у межах Заставнівського району Чернівецької області, на схід від села Василів. 
Площа 7 га. Статус надано згідно з рішенням облвиконкому від 17.03.1992 року № 72. Перебуває у віданні Василівської сільської ради. 
Статус надано з метою охорони частини акваторії річки Дністер з глибокою вирвою — місцем зимування цінних видів риб.